# Evolución en mosaico
En biología evolutiva, la evolución en mosaico hace referencia a diferentes tasas de cambio evolutivo en estructuras y funciones corporales distintas dentro de una población de organismos. De este modo, una especie que haya sufrido una evolución en mosaico podrá conservar ciertos rasgos invariables de un ancestro lejano mientras que otros rasgos serán resultado de una evolución reciente. Gavin de Beer fue uno de los primeros biólogos en proponer este concepto. 

## Ejemplos
La evolución del cráneo y del cerebro en los mamíferos es uno de los ejemplos más estudiados de evolución en mosaico